# Confederação Brasileira de Taekwondo

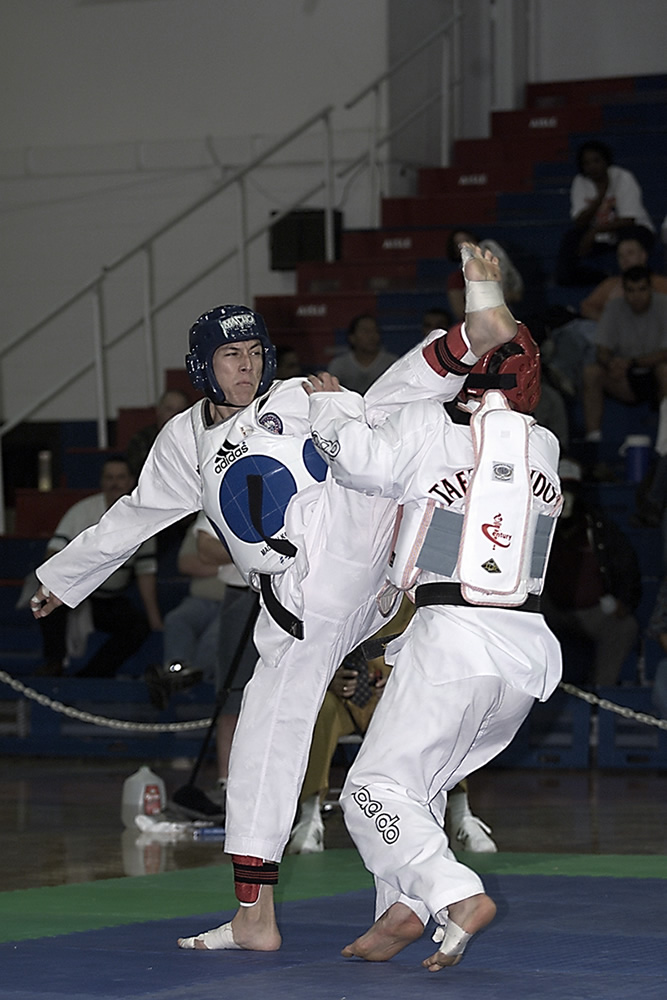
Luta de Taekwondo

A Confederação Brasileira de Taekwondo (CBTKD) é uma entidade oficial que regulamenta o taekwondo esportivo no Brasil. Com sede e foro na cidade do Rio de Janeiro, sem fins lucrativos, foi fundada em 21 de fevereiro de 1987.

## Graus de aperfeiçoamento
A caminhada do praticante dentro do taekwondo é dividida inicialmente em Gubs e em seguida em Dans. Cada Gub corresponde a uma faixa colorida que o taekwondista amarra na cintura, por sobre o do-bok, a vestimenta característica dessa arte marcial. São elas:
- Branca (10º Gub)
- Branca com Ponta Amarela (9º Gub)
- Amarela (8º Gub)
- Amarela com Ponta Verde (7º Gub)
- Verde (6º Gub)
- Verde com Ponta Azul (5º Gub)
- Azul (4º Gub)
- Azul com Ponta Vermelha (3º Gub)
- Vermelha (2º Gub)
- Vermelha com Ponta Preta (1º Gub)

A partir daí, o praticante chega aos Dans, cujos sinais exteriores limitam-se à presença não-obrigatória de pequenos traços perpendiculares na faixa preta, indicando 1º Dan, 2º Dan etc, até o  10º Dan, que só é concedido ao 9º Dan quando o  10º Dan morre.